# لیزر تیتانیوم سافایر

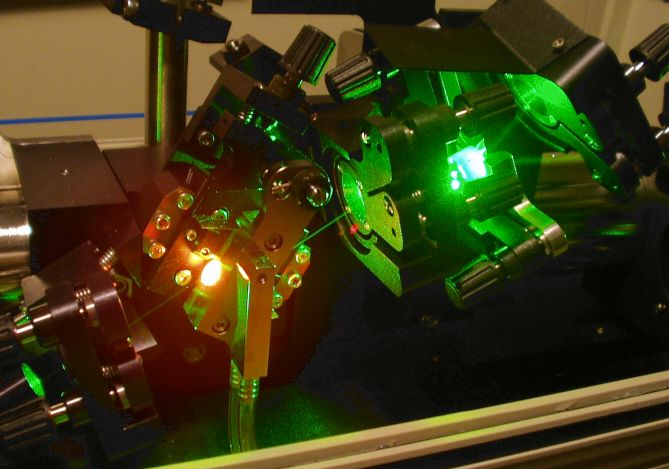
نمایی از لیزر تیتانیوم سفایر

در سال ۱۹۸۲ برای اولین بار در آزمایشگاه لینکولن محققان توانستند لیزری کوک پذیر (قابلیت تنظیم فرکانس درلیزر) بر مبنای عملکردTi:Al2O3 تیتانیوم دوپ شده (رسوب داده شده) در بلور سفایر تولید نمایند. تحول عظیم در لیزر تیتانیوم سفایر بعد از گسترش روش‌های رشد بلور در دهه ۱۹۸۰ میلادی رخ داد. کریستال‌های تیتانیوم سفایر استفاده‌های فراوانی برای تولید سامانه‌های لیزری فوق سریع دارند. این کریستال‌ها توانایی ساخت پالس‌های فوق کوتاه فمتو ثانیه را دارا می‌باشند و بازهٔ طول موجی گسترده در حدود ۸۰۰ نانومتر دارند.

## چکیده
در سال ۱۹۸۲ برای اولین بار در آزمایشگاه لینکولن محققان توانستند لیزری کوک پذیر (قابلیت تنظیم فرکانس درلیزر) بر مبنای عملکردTi:Al2O3 تیتانیوم دوپ شده (رسوب داده شده) در بلور سفایر تولید نمایند. تحول عظیم در لیزر تیتانیوم سفایر بعد از گسترش روش‌های رشد بلور در دهه ۱۹۸۰ میلادی رخ داد. در این زمان محققان به کیفیت پرتو بالا، کوک‌پذیری گسترده، پایداری فرکانسی در حالت پیوسته و تولید پالس‌های فوق کوتاه در مقیاس کمتر از ۱۰۰ فمتو ثانیه دست یافتند. امروزه لیزرهای تیتانیوم سفایر در مقیاس تجاری در اکثر لابراتوارهای جهان در حال توسعه می‌باشند. در این گزارش به بررسی نحوه عملکرد لیزر تیتانیوم سفایریا همان تیتانیوم تزریق شده در بلور سفایر (آلومینیوم اکسید)Ti:Al2O3، به عنوان پر کاربردترین لیزر فمتوثانیه پرداخته شدهاست. همچنین ضمن تشریح مکانیزم‌های مؤثر د ر تولید پالسهای فوق کوتاه، به بررسی برخی فرایندهای به کار رفته در این لیزر پرداخته شده و در پایان معادلات نرخ برای لیزر تیتانیوم سفایر حل شده است.

## تاریخچه

تئودور میمن خالق لیزر

در سال ۱۹۶۰ تئودور میمن(theodore maiman)اولین میزر نوری یا همان لیزر را تولید کرد. میمن برای اولین بار کریستال مصنوعی را در آزمایش‌ها به کار برد. او مقداری عنصر کروم را در بلور سفایر (بلور یاقوت) دوپ داد. بیست و دو سال بعد پروفسور مولتون برای اولین بار در رشد بلور به جای دوپ عنصر کروم عنصر تیتانیوم را در بلور سفایر دوپ کرد. بلور اولیه استفاده شده در این لیزر در ابتدا پراکندگی و اتلاف به خاطر جذب زیادی داشت. این اتلاف باعث می‌شد که فقط لیزر در حالت پالسی انجام شود. در سال‌های بعد با پیشرفت‌های انجام شده در زمینه رشد بلور محققان توانستند بلورهای با کیفیت بالا بسازند. امروزه این لیزرها برای کاربردهای متعدد در لابراتوارها استفاده می‌شوند. در شکل زیر تاریخچه فناوریmode-lockingکه مهم‌ترین جزء پیشرفت لیزر را فراهم کرد، از سال ۱۹۶۰ تا سال ۲۰۰۳ میلادی نمایش داده شده‌است.

## طیف جذب و نشر لیزر تیتانیوم سفایر
کریستال تیتانیوم سفایر دارای باند جذبی پهن در ناحیه سبز-آبی (ناحیه مرئی) با پیک در حدود 500 nm می‌باشد. پهنای باند نشری(FWHM)آن 180 nmو پیک نشر در780nm می‌باشد. تیتانیوم سفایر دارای بیشترین رنج کوک‌پذیری بین تمامی لیزرهای موجود در جهان است. رنج کوک‌پذیری این لیزر از بازهٔ ۶۶۰ نانومتر تا ۱۱۸۰ نانومتر می‌باشد. همان‌طور که در نمودار زیر مشاهده می‌کنید نکته مهم در مورد لیزر تیتانیوم سفایر این است که ناحیهٔ همپوشانی جذب و نشر این لیزر خیلی کوچک است. چون این لیزر طول موج‌هایی را که در ناحیه مرئی جذب می‌کند در ناحیه مادون قرمز نشر می‌دهد و در واقع طول موج‌هایی را که خودش منتشر می‌کند جذب نمی‌نماید و این موضوع باعث افزایش بهرهٔ لیزر می‌شود. طیف جذبی نشان داده شده در شکل بالاجذب ضعیفی در ناحیه تابش دارد که جذب باقی‌مانده (Residual absorption) نامیده می‌شود. این ناحیه جذبی اگرچه کوچک است اما تأثیر زیادی در زمان رسیدن لیزر به‌شدت آستانه (Ithreshold)و راندمان لیزرهای پیوسته دارد. حذف جذب پس مانده در کریستال‌های تیتانیوم سفایر یکی از بزرگترین مشکلات تولیدکنندگان کریستال می‌باشد. علت اصلی جذب پسمانده تبدیل یون‌های Ti3+ به Ti4+ در طی مراحل حرارت دادن رشد بلور می‌باشد. در یک آزمایش نشان داده شد که اگر شرایطی به وجود بیاوریم که در رشد بلور یون‌های Ti4+ بیشتری تولید شود مقدار جذب پسمانده بیشتری ایجاد می‌شود. در یک آزمایش مشخص شد در حالتی که مقدار Ti3+ در بلور ۵۰ درصد و مقدار Ti4+ نیز ۵۰ درصد باشد مقدار جذب پسمانده ماکزیمم است.

## نحوه پمپاژ
باند جذبی گسترده تیتانیوم سفایر پمپاژ لیزر را با روش‌های مختلف امکان‌پذیر می‌سازد. دمش این لیزر ابتدا توسط لامپ فلش صورت می‌گرفت، ولی این تکنیک به علت عمر کوتاه در ترازهای بالای لیزری (تقریباً sμ۳٫۸) روش مناسبی نبود. همچنین امکان دستیابی به پالسهای تیزتر در این روش وجود نداشت. از آنجایی که پیک جذب لیزر در ناحیه طیفی سبز تا قرمز می‌باشد، لیزر یون آرگون که دارای خطوط طیفی قوی در ناحیه ۴۸۸ و ۵۱۵ نانومتر می‌باشد لیزر بسیار خوبی برای عملکرد لیزر در ناحیه پیوسته است. از هارمونیک دوم لیزر Nd:YAG با طول موج ۵۳۲ نانومتر (سبز) و لیزر بخار مس با طول موج ۵۱۰ (قرمز) و ۵۷۸ (زرد) نانومتر نیز می‌توان برای پمپاژ لیزر تیتانیوم سفایر در حالت پالسی استفاده کرد. خروجی این لیزر در حالت پیوسته ۵۰ وات و در حالت پالسی، خروجی آن تا پتا وات (۱۰۱۵ وات) هم قابل دستیابی است؛ که این پالسها با دوره تناوب چند فمتو ثانیه تکرار می‌شود.

## وی‍‍ژگی بلور
کریستال سفایر یک میزبان ایدئال برای اتم‌های تیتانیوم میهمان می‌باشند. از ویژگی‌های این بلور می‌توان به شفافیت نور در طول موج لیزر و از بازهٔ مادون قرمز تا ماورای بنفش می‌توان نام برد. یکی دیگر از ویژگی‌های این بلورر طوبت ناپذیری و سختی بالای آن می‌باشد. درجه سختی بلور سفایر در مقیاس موس برابر ۹ است و این مقدار با سختی الماس که ۱۰ می‌باشد قابل مقایسه است. کریستال سفایر هدایت گرمایی بالایی داردو همچنین دارای خواص اپتیکی و مکانیکی خوبی است که باعث شده از آن به عنوان یک میزبان ایدئال نام ببریم.

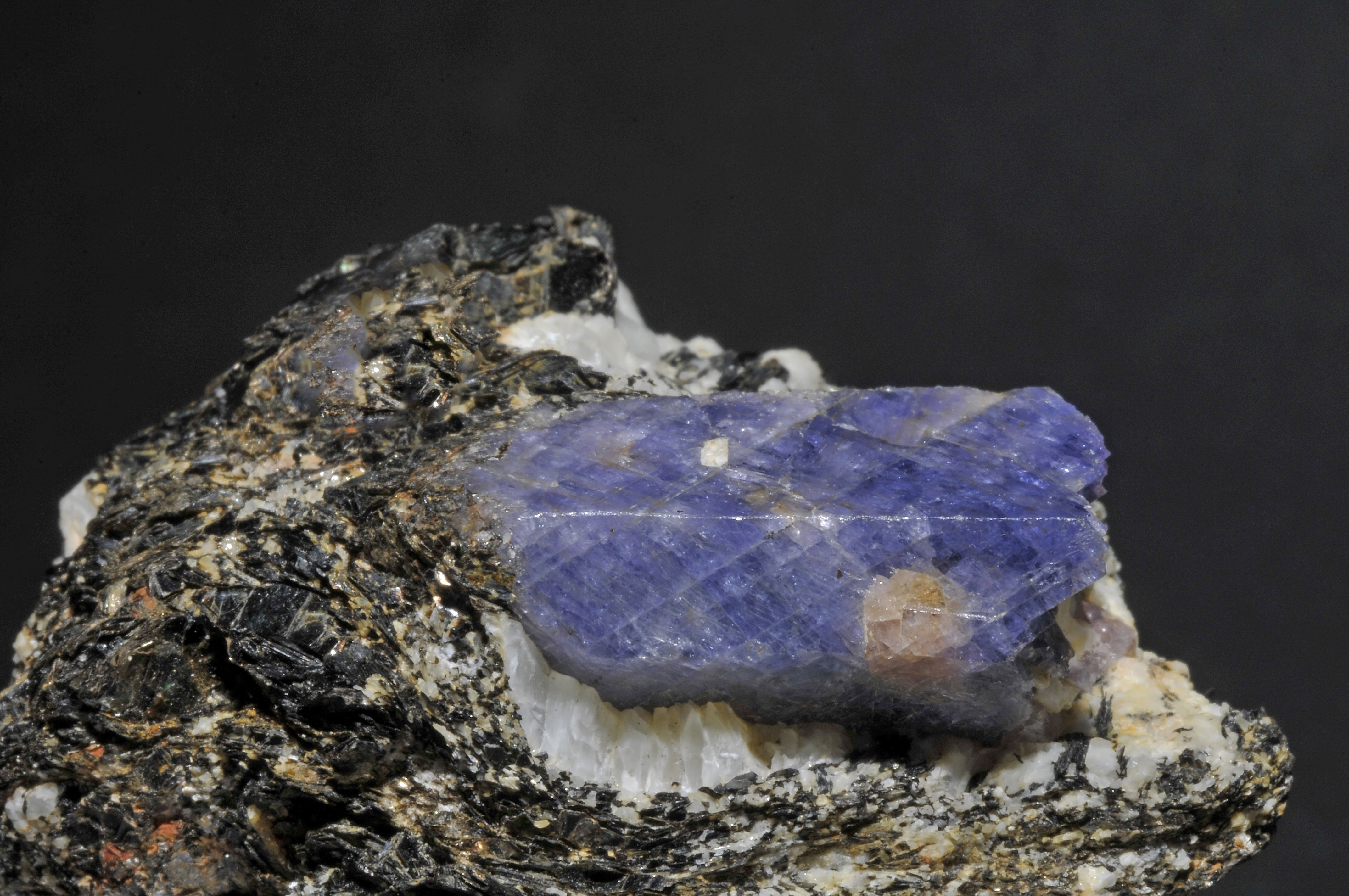
بلور سافایر (یاقوت کبود)

## رشد بلور
دو روش شناخته شده برای رشد بلور وجود دارد. این دو روش، روش چسکرالسکی و روش تبادل گرمایی (HEM) می‌باشند که در ادامه توضیح داده خواهند شد.

### روش چوکرالسکی(Czochoralski)
این روش تکنیکی برای رشد تک کریستال‌هایی از جنس نیمه رساناها، فلزاتی مانند پالادیوم، پلاتینیوم، نقره، طلا و بسیاری از اکسید کریستال‌ها مانند YAG,Al2O3 و … می‌باشد. از مهمترین کاربردهای روش چوکرالسکی رشد شمش‌ها یا کاسه‌ها از تک کریستال‌های سیلیکونی می‌باشد. یک تکه کوچک از کریستال (هسته seed ,) که روی میله قرار داده شده استرا داخل سیلیکون گداخته شده فرو می‌برند. میله حاوی تکه کوچک کریستال به طرف بالا کشیده می‌شود و هم‌زمان با این کار پیرامون خودش دوران می‌کند (ضمن دوران به بالا کشیده می‌شود). این فرایند در یک جو (محیط) بی‌اثر (خنثی) مانند گاز آرگون یا در یک محیط خنثی مانند کوارتز صورت می‌گیرد. این روش برای تولید تک کریستال‌های بزرگ و شمش‌های استوانه‌ای از گدازه مفید است. آهنگ بالا رفتن ۰٫۷۵میلیمتر بر ثانیه و آهنگ چرخش دانه ۱۵ پیکومتر بر ثانیه می‌باشد که باعث طولانی شدن فرایند تا چند هفته می‌شود.

### روش تبادل گرمایی (HEM)
از سال ۱۹۸۸ به بعد بلورتیتانیوم سفایر مورد نیاز لیزرهای حالت جامد صنعتی باروشHEM(heat exchanger method)، روش تبادل گرمایی ساخته می‌شود. در این روش قطعات تیتانیوم سفایراز یک گدازه رشد داده می‌شود که در یک بوته فلزی نسوز مقاوم ریخته شدهاست. این رویکرد مزیت‌های زیادی نسبت به روش‌های دیگر دارد. مثلاً در HEM رشد بلور بدون حرکت بوته، کریستال و قلمرو گرمایی حاصل می‌شود. این محیط پایا به ایجاد شرایط ایدئال برای کریستال سازیدر دماهای بالا کمک می‌کند. از مهم‌ترین ویژ‍گی‌های روش HEM ساختار کریستالی منظم و ثابت بلور است که به صورت یک روزنه بزرگ با ضریب شکست همگن تولید می‌شود. دیگر ویژگی مهم این روش آن است که در HEMبلورها به گونهای تولید می‌شوند که تنها یون‌های Ti3+ در شبکه کریستالی جاسازی شوند. در این روش کریستالهایی بابهره و کیفیت بالا تولید می‌شوند. قطر بلورهای حاصل از این دو روش ۲۰۰ میلی‌متر و طول آن‌ها ۱۵–۱۰ میلی متراست.

## مکانیزم برانگیزش
در ساختار بلور تیتانیوم سفایر (Ti:Al2O3)، یون‌های تیتانیوم با یون‌های آلومینیوم که هر دو بار الکتریکی +۳ دارند، جایگزین می‌شوند. بررسی سطح انر‍ژی یک یون تیتانیوم نسبتاً ساده می‌باشد. تیتانیوم فلزی از عناصر واسطه با عدد اتمی ۲۲ می‌باشد. یون +۳ تیتانیوم تنها یک الکترون بیشتر از گاز نجیب آرگون در لایه ظرفیت خود در زیر لایه d دارد؛ ولی یون +3 Al آرایش گاز نجیب قبل از خود یعنی اتم نئون را دارد. هنگامی که یون تیتانیوم در کریستال میزبان قرارمی گیرد، میدان الکتریکی اتم‌های همسایه یا همان میدان الکترو استاتیکی کریستال، تبهگنی تکانه زاویه‌ای تک الکترون درون زیرلایه d3 را از بین می‌برد. تک الکترون لایه 3d با بار الکتریکی ۶ اتم اکسیژن محاصره شده، که یک هشت وجهی را تشکیل می‌دهند؛ برهمکنش الکترواستاتیک انجام می‌دهد. طبق شکل برهمکنش اتم تیتانیوم با اتم‌های اکسیژن اطراف پنج حالت تکانه زاویه‌ای را ایجاد می‌کند که به دو حالت کلی triplet و exitedرا تقسیم می‌شوند. حالت سه‌گانهT حالت پایه و حالت دوگانهE حالت برانگیخته می‌باشد و لیزرزایی بین دو تراز E و T انجام می‌گیرد. در سه‌گانهTیا همان حالت پایه اوربیتال‌های اتم تیتانیوم به صورت مستقیم به اتم‌های اکسیژن نزدیک نمی‌شوند و سیستم د ر این حالت انرژی کمتری دارد؛ ولی در حالت دوگانه E برانگیخته اوربیتال‌ها به صورت مستقیم به اتم‌های اکسیژن اطراف نزدیک می‌شوند و انرژی سیستم افزایش می‌یابد. این اختلاف انرژی تقریباً برابر انر‍ژی یک فوتون سبز رنگ با طول موج ۵۰۰ نانومتر است. ترازهای لیزر تیتانیوم سفایر براثر جفت شدگی حالت فونونی و الکترونی سیستم به زیر ترازهای متعدد نزدیک به هم تقسیم گشته می‌شوند که گذارهای لیزری بین این ترازها انجام می‌شود. بدین سبب لیزر تیتانیوم سفایر را می‌توان یک لیزر چهار ترازی ارتعاشی دانست. در لیزرتیتانیوم سفایرتحریک از پایین‌ترین تراز پایه (2T2) که در حالت عادی طبق توزیع بولتزمن پرشده‌است، به ترازهای مختلف تحریکی(2E) انجام می‌شود. زیر ترازهای ارتعاشی-تحریکی به سرعت فروافت برخوردی انجام می‌دهند و به پایین‌ترین تراز برانگیخته فرو می‌ریزند.‌گذار لیزری از این تراز به یکی از زیر ترازهای ارتعاشی (2T2) حالت پایه انجام می‌شود. سپس الکترونهای برانگیخته از طریق نشر فوتون در طول موج لیزر متعاقب با یک یا چند فونون دیگر به حالت‌های ارتعاشی تراز پایه بازمی‌گردند.

## المانهای به کار رفته در لیزرهای فمتو ثانیه
تا اینجا ما با طیف جذب و نشر و ساختار بلورهای تیتانیوم سفایر آشنا شدیم. در ادامه به فرایندهایی می‌پردازیم که موجب شکل‌گیری لیزر تیتانیوم سافایر می‌شوند. این فرایندها با اکثر لیزرهای فمتو ثانیه مشترک می‌باشند. برای تولید پالسهای فمتو ثانیه باید المانهای متفاوتی را در نظربگیریم. مهم‌ترین این المان‌ها عبارتند از:کاواک لیزری محیط فعال با پهنای باند بالاپنجرهٔ خروجی (output coupler) المان‌های مربوط به پهن شدگی و برطرف‌کننده آنقفل شدگی مد فازی فرایند اتلاف/بهره کنترل شده توسط قدرت یا شدت پالس شکل زیر همه مکانیزم‌هایی است که برای تولید پالسهای فمتو ثانیه لازم است را نشان می‌دهد. سیگنالی که توسط نوسانگر به این سیستم منتقل می‌شود دارای نویز و پهن شدگی می‌باشد. تولید پالسهای فمتوثانیه توسط چندین فرایند متراکم‌سازی صورت می‌گیرد. به این صورت که ابتدا مکانیزم بهره و جذب اشباع سبب می‌شود که لبه‌های پالس ما بریده شود و پالس‌های ما تا پیکو ثانیه تقلیل می‌یابد. سپس توسط فرایند دیگری پهن شدگی ناشی از پدیده‌های قفل مدی خود فازی و پهن شدگی ناشی از اثرات غیر خطی حذف می‌شود و باعث می‌شود که پالسهای ما از پیکو ثانیه به فمتو ثانیه تبدیل شوند. هر کدام از مواردی را که در بالا ذکر کردیم پیش از آنکه یک المان فیزیکی باشد بیشتر شبیه یک تابع ریاضی عمل می‌کنند به گونه ایی که عملکرد هر بخش در بخش دیگر تأثیر می‌گذارد. شکل بالا یکی از چیدمان‌های لیزر زایی توسط لیزر تیتانیوم سفایر را نشان می‌دهد. ابتدا یک لیزر پیوسته کار پمپاژ بلور تیتانیوم سفایر را انجام می‌دهد که در همان ابتدا توسط چرخنده دریچه ورودی پالسی می‌شود. پالس ایجاد شده در کاواک نوسان می‌کند و موجب تحریک بلور و ایجاد پالس‌های لیزر می‌نماید. البته طول این پالس‌ها بلند است و باید با اعمال فرایندهایی کوتاه شود. یکی از فرایندهایی که در این شکل نیز مشاهده می‌شود چیریپ کردن پالس یا کوچک کردن طول پالس با استفاده از منشور می‌باشد. در ادامه با انواع تکنیک‌ها و المان‌های کوچک کردن پالس و تقویت آن آشنا خواهیم شد.

## Q-switching
امروزه کاربردهای بسیاری از پالس‌های فوق کوتاه در رشته‌های ارتباطات دیجیتال، شناسایی فرایندهای فوق سریع و برش مواد بدون انتقال گرمای قابل توجه به ماده انجام می‌گیرد. به همین علت تلاش‌های زیادی برای توسعه روش‌های دست یابی به پالس‌های فوق کوتاه در حال انجام است. یکی از این متدها روش Q-switching می‌باشد. در این روش روی دریچه خروج نور از کاواک فیلتری گذاشته می‌شود که باعث بازگشت موقت نور به داخل محیط کاواک شده و در یک لحظه کوتاه موجب عبور نور تقویت شده می‌گردد. مانند آب یک سد که پس از بستن دهانه سد تا یک میزان مشخص در آن آب انباشته می‌شود و در یک لحظه کوتاه آب با فشار بالا از آن خارج می‌گردد. در این روش به دلیل محدودیت‌های موجود کوتاهترین پالس‌های ایجاد شده به حدود چند نانوثانیه می‌رسند. شکل ۳–۴ تقویت پالس در روش Q-switching. در این روش ابتدا به دلیل تقویت پالس درون کاواک به تدریج بهره افزایش می‌یابد و در یک لحظه پالس تقویت شده آزاد می‌گردد.

## قفل شدگی مد (Mode-locking)
تکنیک دیگری که امکان دسترسی به پالس‌های فوق کوتاه در حدود چند فمتوثانیه را فراهم می‌کند، روش قفل شدگی مد (Mode-locking)می‌باشد. وقتی لیزر در حالت عادی کار می‌کند، مدهای طولی و عرضی به نوسان درمی آیند. از آنجایی که هیچ رابطه فازی معینی بین مدها وجود ندارد و فاز مدها به صورت تصادفی در یک دوره تناوب گسترده شدهاند، خروجی لیزر مقداری متوسط بر حسب زمان (CW) حالت پیوسته است. مدلاکین روشی است که در آن مدها را وادار می‌کند که در یک فاز یکسان قرار بگیرند و در اصطلاح قفل شوند. اگر تعداد زیادی مد طولی با فرکانس‌های کمی متفاوت به‌طور هم فاز با یکدیگر ترکیب شوند، پالسی با طول زمانی بسیار کوچک به دست خواهد آمد. در این حالت، در جاهایی که بیشینه این مدها روی یکدیگر قرار می‌گیرند تداخل سازنده رخ داده و پالسی با توان قله بالا و پهنای زمانی بسیار کوچک به دست می‌آید. در مواردی که مدهای تداخل‌کننده با یکدیگر به‌طور غیرهم فاز تداخل کنند (تداخل ویرانگر)، مدها همدیگر را از بین می‌برند و خروجی لیزر به صورت پالس‌هایی کوتاه با فاصله مشخص از یکدیگر در خواهد آمد. اگرچه لیزرها معمولاً به عنوان نور تک فرکانس شناخته می‌شوند، با این حال دارای یک پهنای طول موجی هستند. این پهنای طول موجی نخست با پهنای طول موجی محیط بهره تعیین می‌شود. این پهنای طول موجی، بازه‌ای از طول موج‌ها است که محیط بهره قابلیت تقویت نور را روی آن دارد. پهنای طول موجی محیط بهره درلیزر تیتانیوم سفایر در حدود ۳۰۰ نانومتر در طول موج مرکزی ۸۰۰ نانومتر است. فاکتور دوم که طول موج گسیل لیزر را مشخص می‌کند، کاواک اپتیکی لیزر است. در ساده‌ترین مورد، این کاواک شامل دو آینهٔ تخت است (کاواک فابری پرو) که روبروی یکدیگر و دراطراف محیط بهره قرارگرفته‌اند. به دلیل پدیدهٔ موجی بودن، نور در برخورد با آینه‌ها و حرکت در میان آن‌ها به‌طور سازنده یا ویرانگر با خود تداخل می‌کند که به تشکیل موج ایستاده در میان آینه‌ها می‌انجامد. این موج ایستاده، مجموعهٔ گسسته‌ای از بسامدها را تشکیل می‌دهد که مدها ی طولی کاواک نامیده می‌شوند. این مجموعهٔ فرکانسی (مدها)، تنها فرکانس‌هایی از نوراند که می‌توانند در گردش درون کاواک، خود را باز-تولید کنند در حالی که فرکانس‌های دیگر به دلیل تداخل ویرانگر حذف می‌شوند. برای یک کاواک فابری پرو ساده با فاصله میان آینه‌ایL، مدهای مجاز آن دسته از پرتوهایی هستند که برای آن‌ها طول کاواک، مضرب صحیحی از نصف طول موج باشد. L=nλ /۲که در آنnعدد صحیحی است که مرتبهٔ مد نامیده می‌شود. درعمل، به دلیل اینکه طول کاواک از طول موج نور بسیار بزرگتر است، مرتبه مد کاواک درحدود۱۰۱۵تا۱۰۱۶است. در این کاواک فاصلهٔ طول موجی میان دو مد همسایه از رابطه زیر به دست می‌آید که در آنc سرعت نور در کاواک است. Δ =c/2Lدر حالت قفل مدی، مدهای متوالی فاصله فرکانسی ثابتی نسبت به هم دارند (Δ) و پالسهای ما تیزتر می‌شوند. درشکل اختلاف فازمدها نسبت به هم مقدار ثابتی است. زمان رفت و برگشت یک مد در کاواک از رابطهٔ زیر به دست می‌آید.tr=۲π/Δ

## نتیجه‌گیری
کریستال‌های تیتانیوم سفایر استفاده‌های فراوانی برای تولید سامانه‌های لیزری فوق سریع دارند. این کریستال‌ها توانایی ساخت پالس‌های فوق کوتاه فمتو ثانیه را دارا می‌باشند و بازهی طول موجی گسترده در حدود ۸۰۰ نانومتر دارند. دستگاه لیزر تیتانیوم سفایر دارای بالاترین بازده و بیشترین بازهٔ فرکانسی می‌باشند. به‌طور خلاصه ما در این مقاله دیدیم که می‌توان طول پالس را به منظور افزایش انرژی پالس یا تغییر طول موج پالس کوتاه کرد. این تکنیک‌ها به‌طور گسترده‌ای برای از بین بردن محدودیت تولید پالس‌های فوق کوتاه به کار می‌روند. مطالعات محققان پیش‌بینی می‌کند که بازهٔ زمانی طول پالس‌ها می‌تواند تا اتو ثانیه (-۱۸۱۰ ثانیه) فشرده شود. به عبارت دیگر پیک توان پالس‌ها تا پتا وات (۱۰۱۵وات) و میانگین ۱۰۰ وات افزایش می‌یابد. اگرچه این تغییرات راه را برای کاربردهای مختلف هموار می‌کند، چیزی که باید به خاطر داشته باشیم این است که هر تغییری در ویژگی‌های پالس با کاهش کیفیت پالس همراه است. فشرده سازی به ما اجازه می‌دهد پالس‌های کوچک‌تر و ناپایدارتری بسازیم.